# انظر للوراء بغضب (مسرحية)
انظر للوراء بغضب مسرحية للكاتب البريطاني جون أوزبرون صدرت عام 1956. وتم إنتاج فيلم مبني على هذا المسرحية عام 1959. تحكي قصة حب ثلاثي بين شاب ذكي ساخط (جيمي بورتر), زوجته الهادئة من الطبقة فوق المتوسطة (أليسون) وصديقتها المتغطرسة (هيلينا تشارلز). كليف وهو صديق ويلزي لطيف يلعب دور حافظ السلام بين جيمي وزوجته. وقد لاقت المسرحية نجاحاً على مسرح لندن.

## الإنتاج
عرضت المسرحية لأول مرة على مسرح الديوان الملكي في لندن، في 8 مايو 1956 بإخراج طوني ريتشاردسون. بعدها أطلقت الصحافة مصطلح (an angry young man) أو «الشاب الغاضب» على الكاتب جون أوزبرون، المصطلح الذي مثل حركة جديدة على المسارح البريطانية في خمسينيات القرن المنصرم. يقال إن الجماهير كانت متلهفة لرؤية طاولة الكي على مسرح لندن.
كان طاقم العمل كما يلي قام بدور: (جيمي) كينيث هاي، (كليف) آلن بتيس، (أليسون) ماري أور، (هيلينا) هيلينا هاوز و (الكولنيل ريدفيرن)جون ويليش.
انتقل العرض بعد ذلك إلى مسرح برودواي بإنتاج ديفيد ميريك وإخراج توني ريتشاردسون. مع طاقم العمل ذاته بإستثناء فيفيان دروموند بدور (هيلينا). حازت المسرحية على ثلاث جوائز من جوائز توني لأفضل مسرحية وأفضل ممثل درامية، حصلت عليها ماري أور (أليسون).

## النقد
على راديو بي بي سي في برنامج النقاد, بدأ إيفور براون مراجعته بوصف المكان الذي دارت به المسرحية، «شقة قذرة بوسط البلد يصعب عليّ تصديق أن ابنة كولونيل، نشأت على معاير محددة، أن تقبل العيش في هذا المكان القذر ليوم واحد، شعرت بالغضب لتضييع المسرحية وقتي».
في الديلي ميل كتب سيسيل ويلسون، «جمال ماري أور (أليسون) تبدد بحكم أنها تلعب دور الزوجة التي تقضي وقت طويل على طاولة الكي، كما لو أنها تقوم بكيّ غسيل أمة» (أليسون تقوم بالكي في الفصل الأول، إعداد العشاء في الفصل الثاني وفي الفصل الثالث تترك الكي لمنافستها).
في المقابل، كتب كينيث تينان «لا أستطيع أن أحب شخص لايتمنى رؤية» انظر للوراء بغضب"". ولقد وصف المسرحية بالمعجزة الصغيرة ويقول: كل الجودة بها، الجودة التي يئسنا من رؤيتها على خشبة المسرح، الانجراف نحو الفوضى، الرفض التلقائي للمواقف الرسمية، الحس السريالي للنكتة (في المسرحية وصف جيمي صديق بأنه إيميلي برونتي «الأنثى»), الشعور بعدم وجود حرب صليبية تستحق القتال من أجلها، وحتمية بأنه لا أحد ينبغي أن يموت بدون نعي.

## ملخص المسرحية
الفصل الأول: تبدأ المسرحية في صباح يوم أحد كئيب في منزل جيمي وأليسون علية ضيقة في الميدلاندز الإنجليزي. يقرأ جيمي وكليف صحف الأحد